# Spazzole (elettrotecnica)

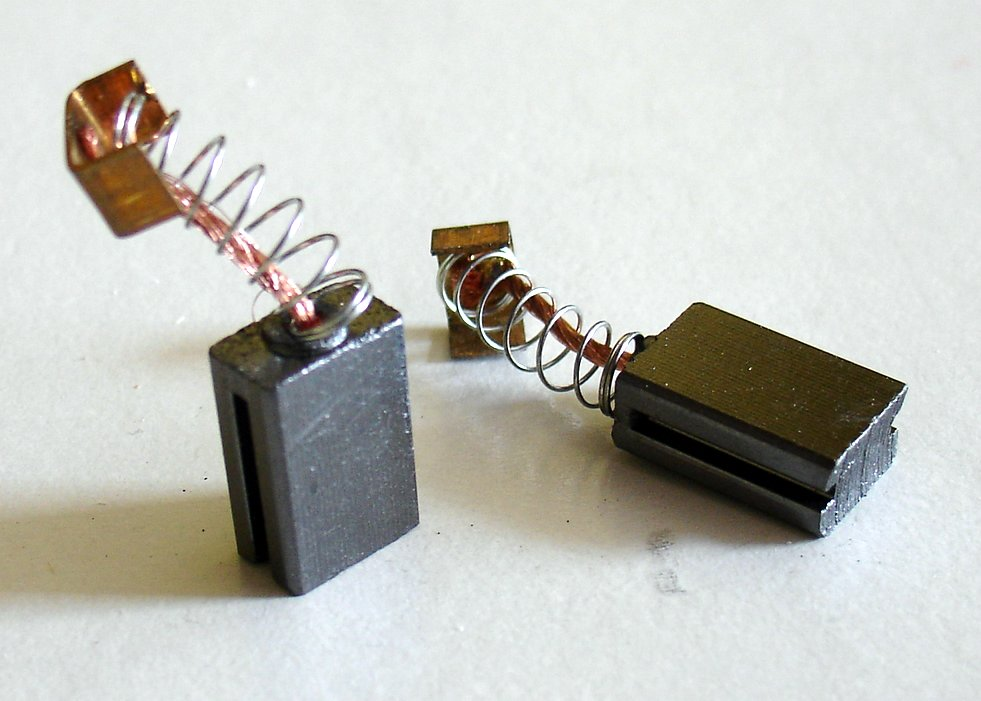
Spazzole di carbone per motori elettrici

Una spazzola (inglese brush) è un dispositivo che conduce l'elettricità tra un componente fisso e componenti in movimento tramite strisciamento, tipicamente in un albero rotante provvisto di collettore a spazzole.

## Tipologie
Le spazzole possono essere di diverso tipo:
- Carbone, di tipo più economico, dalla durata più limitata, che viene generalmente usate su elettro-utensili;
- Carbon-Rame, di tipo più costoso, disponibili con diverse percentuali di rame a seconda della durata che deve garantire, generalmente vengono usate sulle grandi apparecchiature o su elementi che devono garantire intervalli di manutenzione molto distanti gli uni dagli altri.

## Applicazioni
Le spazzole sono impiegate di solito in motori elettrici, alternatori sincroni e generatori con indotto avvolto. La loro eliminazione è prerogativa dei motori brushless (senza spazzole), nei quali il rotore non viene alimentato perché provvisto di un campo magnetico proprio Ciò comporta una minore resistenza meccanica, elimina la possibilità che si formino scintille al crescere della velocità di rotazione, e riduce notevolmente la necessità di manutenzione periodica. I motori brushless si usano molto nel modellismo dinamico.